# Leuven University Press
 (janvier 2024).
Ne doit pas être confondu avec Presses universitaires de Louvain.
Leuven University Press (en néerlandais : Universitaire Pers Leuven) est une presse universitaire située à Louvain, en Belgique, connue pour son importante collection en Sciences humaines et sociales. 
Elle est en 1971 en association avec la KU Leuven. La maison d'édition publie une quarantaine de livres par an, dont environ la moitié en anglais ou en français, allemand et italien combinés, et l'autre moitié en néerlandais.  Quelque 50 % des auteurs publiés sont affiliés à l'université, tandis que les autres 50 % proviennent d'institutions académiques internationales.
La maison d'édition est membre de l'Association of University Presses (AUP) et est l'un des membres fondateurs de l'Association of European University Presses (en) (AEUP).

## Activités
En 2018, la KU Leuven a inauguré un fonds pour le libre accès (Fund for Fair Open Access),, permettant dès lors le financement de l'édition de nombreux livres en libre accès. L'enjeu du libre accès pour la LUP existe au moins depuis 2015, et a permis l'accès à 79 livres.
Son engagement pour le libre accès de ses publications se vérifie également par ses nombreux canaux de diffusion et de distribution investis : OAPEN, Project MUSE ou encore DOAB.